# Protexarnis anthracina
Protexarnis anthracina är en fjärilsart som beskrevs av Charles Boursin 1964. Protexarnis anthracina ingår i släktet Protexarnis och familjen nattflyn. Inga underarter finns listade i Catalogue of Life.